# Bataille de Lukaya
La bataille de Lukaya (Kiswahili : Mapigano ya Lukaya) est une bataille de la guerre ougando-tanzanienne. Elle se déroule du 10 au 11 mars 1979 autour de Lukaya, en Ouganda, entre les forces tanzaniennes (soutenues par les rebelles ougandais) et les forces gouvernementales ougandaises (soutenues par les troupes libyennes et palestiniennes). Après avoir brièvement occupé la ville, les troupes tanzaniennes et les rebelles ougandais se retirent sous le feu de l'artillerie. Les Tanzaniens lancent ensuite une contre-attaque, reprenant Lukaya et tuant des centaines de Libyens et de loyalistes Ougandais.
Le président Idi Amin de l'Ouganda essaie d'envahir la Tanzanie voisine au sud en 1978, lors de l'invasion de Kagera. L'attaque est repoussée et la Tanzanie lance une contre-attaque en territoire ougandais. En février 1979, les Forces de défense du peuple tanzanien remportent la bataille de Masaka. La 201e brigade des Forces de défense du peuple tanzanien reçoit l'instruction de sécuriser Lukaya et sa chaussée au nord, qui est la seule route directe à travers un grand marécage vers Kampala, la capitale ougandaise. Pendant ce temps, Amin ordonne à ses forces de reprendre Masaka et y envoie des troupes ougandaises, de soldats libyens alliés et une poignée de guérilleros de l'Organisation de libération de la Palestine, l'ensemble dirigé par le lieutenant-colonel Godwin Sule (en).
Le matin du 10 mars, la 201e brigade des TPDF sous le commandement du brigadier Imran Kombe (en), renforcée par un bataillon de rebelles ougandais, occupe Lukaya sans incident. En fin d'après-midi, les Libyens attaquent la ville avec des roquettes, et l'unité se retire dans le marais voisin. Les commandants tanzaniens ordonnent à la 208e brigade de marcher vers la route de Kampala pour prendre la force ougandaise-libyenne par le flanc. À l'aube du 11 mars, la 208e brigade atteint sa position cible et la contre-attaque tanzanienne commence. La 201e brigade regroupée attaque les Libyens et les Ougandais par le front et la 208e par l'arrière. Sule est tué, ce qui précipite l'effondrement des défenses ougandaises, tandis que les Libyens se retirent. Des centaines de membres du gouvernement ougandais et de soldats libyens sont tués. La bataille de Lukaya est la bataille la plus importante de la guerre, et affecte fortement les défenses ougandaises, permettant à la Tanzanie de continuer son avancée et de remporter la bataille de Kampala.

## Contexte
En 1971, Idi Amin Dada destitue Milton Obote au cours d'un coup d'État et prend la tête de l'Ouganda, ce qui complique les relations avec la Tanzanie. Le président tanzanien Julius Nyerere est un proche d'Obote, à la fois personnellement et par ses politiques socialistes. Nyerere refuse de reconnaître le nouveau gouvernement et offre l'asile à Obote et à ses soutiens. Il soutient une tentative d'invasion de l'Ouganda de 1972 par Obote, et après quelques combats aux frontières, Amin et lui signent une trêve. Leurs relations restent tendues, et Amin menace plusieurs fois d'envahir la Tanzanie.
Fin octobre 1978, après une tentative de mutinerie dans l'armée ougandaise, des troupes traversent la frontière avec la Tanzanie pour poursuivre des soldats rebelles. Le premier novembre, Amin annonce l'annexion du Kagera, au nord de la Tanzanie. La Tanzanie arrête l'invasion, mobilise des groupes opposés à Idi Amin Dada, et lance une contre-offensive. Nyerere affirme à des diplomates étrangers qu'il souhaite donner une leçon à Amin, et pas le renverser, mais cette affirmation n'est pas prise au sérieux en raison de la haine portée par Nyerere à l'autre dirigeant et à des remarques sur un potentiel coup d'État qu'il a faites auparavant devant ses collègues. Le gouvernement tanzanien estime de plus que la frontière Nord ne sera pas sécurisée tant qu'Amin n'est pas neutralisé.
Après que les Forces de défense du peuple tanzanien reprennent le nord de la Tanzanie, le général de division David Musuguri est nommé commandant de la 20e division et reçoit l'ordre de pénétrer en territoire ougandais. Mi-février, des troupes libyennes sont transportées par avion à Entebbe pour aider l'armée ougandaise (en). Le dirigeant libyen Mouammar Kadhafi estime devoir soutenir l'Ouganda, qu'il considère comme un État musulman attaqué par une armée chrétienne.
Les forces de défense du peuple tanzanien remportent la bataille de Masaka le 24 février 1979. Nyerere prévoit d'abord d'arrêter son armée là et d'autoriser les exilés ougandais à reprendre Kampala et à destituer Amin. Il semblerait que Nyerere ait demandé à Obote, alors exilé en Tanzanie, de se rendre en avion à Masaka pour accompagner les rebelles ougandais lors de la prise de la ville, mais qu'Obote aurait refusé, estimant qu'un retour aussi théâtral lui rendrait le peuple hostile. Cette demande de Nyerere vient de son inquiétude des répercussions d'une invasion tanzanienne dans la ville sur l'image internationale de la Tanzanie. La chute de Masaka inquiète beaucoup les commandants ougandais, qui estiment qu'elle rend Kampala vulnérable aux attaques. Les militaires ougandais commencent donc à mobiliser une armée plus importante et à préparer la défense de la ville.
Du côté de l'armée ougandaise, plusieurs commandants de haut rang disparaissent ou sont assassinés. Pendant ce temps, la 20e division du TPDF se prépare à avancer de Masaka à Kampala.

## Préparations
La seule route de Masaka à Kampala (en) passe par Lukaya, une ville à 39 kilomètres au nord de Masaka. De là, le parcours se poursuit sur 25 kilomètres, traversant un marais jusqu'à atteindre Nabusanke. Le marais est impraticable pour les véhicules et la destruction de la chaussée, si elle arrivait, retarderait une attaque tanzanienne contre Kampala pendant des mois. L'armée est donc vulnérable sur cette route, mais Musuguri ordonne de la prendre quand même. La 207e brigade des TPDF est envoyée à travers le marais à l'est, la 208e brigade est envoyée loin à l'ouest pour arriver par l'extrémité nord du marais, et la 201e brigade sous le brigadier Imran Kombe doit avancer par la route jusqu'à la ville. Le 201e est presque entièrement composé de miliciens, dont beaucoup n'ont jamais combattu. L'unité est renforcée par un bataillon de rebelles ougandais, dirigé par le lieutenant-colonel David Oyite-Ojok.
Un plan de destruction de la chaussée est présenté à Amin à Kampala, mais il le refuse afin de permettre à son armée de lancer une contre-offensive contre les Tanzaniens. Il pense qu'avec le soutien libyen, les Forces de défense du peuple tanzanien seront bientôt vaincues et qu'il est donc inutile de détruire puis de reconstruire la chaussée plus tard. Du 2 au 4 mars, l'armée ougandaise arrête une attaque rebelle pendant la bataille de Tororo (en). La victoire à Tororo et les exhortations de ses commandants persuadent Idi Amin d'ordonner une contre-offensive. Le 9 mars, plus d'un millier de soldats libyens et une quarantaine de guérilleros de l'Organisation de libération de la Palestine appartenant au Fatah arrivent par avion en Ouganda, rejoignant les quelque 400 militants de l'OLP qui se trouvent déjà dans le pays. La force libyenne comprenait des unités classiques, des sections des Forces armées libyennes et des membres de la Légion panafricaine. Ils sont accompagnés de 15 chars T-55, d'une douzaine de véhicules blindés de transport de troupes, de plusieurs Land Rover équipés de canons sans recul M40, une douzaine de variantes de lance-roquettes Katioucha BM-21 Grad à 12 canons et d'autres grosses pièces d'artillerie, telles que des mortiers de 122 mm et deux batteries d'obusiers D-30. Les forces de l'OLP sont commandées par le colonel Mutlaq Hamdan (connu sous le nom d'Abu Fawaz), le major Wassef Erekat, le capitaine Juma Hassan Hamdallah et le capitaine Ibrahim Awad.
Amin donne l'ordre de reprendre Masaka aux Libyens, ainsi qu'à des troupes ougandaises - dont le régiment d'artillerie et de transmissions, le régiment Chui, et peut-être le bataillon suicide - et aux combattants de l'OLP. Une force est rassemblée à cet effet à l'extrémité nord du marais entre Lukaya et Buganga,,. Le journal tanzanien News estime qu'environ 2000 soldats ougandais participent à la bataille, tandis que le journal libanais Al Akhbar estime que cinq bataillons ougandais prennent part au combat.
Les commandants libyens et de l'OLP élaborent des plans pour une contre-offensive dans le plus grand secret en raison des craintes que l'armée ougandaise comprenne des éléments rebelles. À l'exception d'Amin, les dirigeants militaires ougandais ne sont informés des plans de bataille que juste avant le début de l'opération. Le lieutenant-colonel Godwin Sule (en), commandant parachutiste ougandais, est chargé de l'opération. Les combattants de l'OLP sont intégrés dans les unités ougandaises, le colonel Hamdan co-commandant les forces de chars et d'infanterie, tandis que le major Erekat prend le commandement d'une partie de l'artillerie. Les troupes libyennes sont informées de l'opération à Mitala Maria. Radio Ouganda annonce le début de la contre-offensive à midi le 9 mars tandis que les forces ougandaises présentes à Lukaya se retirent de la ville. D'après Radio Ouganda, les troupes des TPDR atteignent Mpigi (en) le 8 mars, mais reculent le lendemain face à une contre-offensive ougandaise.

## Bataille

### 10 mars

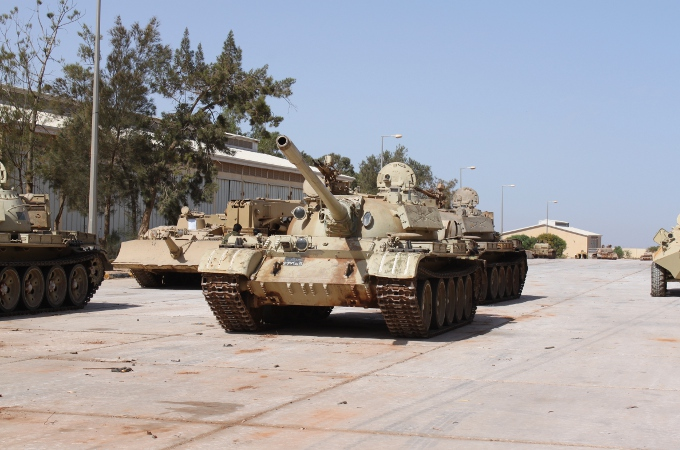
Les Ougandais et les Libyens utilisent des T-55 et des tanks Sherman M4A1 pendant la bataille de Lukaya.

Le matin du 10 mars, les forces de défense du peuple tanzanien bombardent légèrement Lukaya, ville déserte de civils. La 201e brigade occupe la ville pour se préparer à traverser la chaussée le lendemain et commence à creuser des tranchées par mesure de précaution. Les Tanzaniens, les Ougandais et les Libyens ignorent les positions des uns et des autres. Vers quinze heures, la force ougandaise-libyenne-palestinienne avance vers Lukaya, avec l'ordre de prendre Masaka en moins de trois heures. En voyant les Tanzaniens, ils lancent un barrage de roquettes Katioucha. L'artillerie tanzanienne arrête les roquettes, mais les soldats tanzaniens, pour la plupart inexpérimentés, fuient. Bien que d'autres soient restés à leurs positions défensives, ils sont pris par surprise et forcés de se retirer dans le marais le long de la route de Masaka après avoir vu les T-55 libyens et trois chars ougandais M4A1 Sherman avancer vers eux. L'action ne fait aucun mort,. Malgré les ordres de reprendre Masaka, la force ougandaise-libyenne s'arrête à Lukaya, craignant que les Tanzaniens ne tentent de les prendre en embuscade. Les Libyens établissent des positions défensives sans creuser de tranchées. Les troupes sont autorisées à se reposer, tandis que les commandants se préparent pour la phase suivante de la bataille. Seuls trois chars tanzaniens gardent la route. Kombe et ses subordonnés essaient de rassembler leur brigade pour qu'elle puisse continuer à se battre, mais les soldats effrayés restent réfractaires aux ordres.
Les commandants tanzaniens modifient leurs plans pour éviter que la perte de Lukaya ne se transforme en débâcle. La 208e brigade sous le commandement du brigadier Mwita Marwa, qui est à 60km au nord-ouest de la ville, reçoit l'ordre de faire marche arrière et d'interrompre l'arrivée des Ougandais et des Libyens de Kampala,. Les chars sur la route de Masaka doivent avancer et ouvrir le feu sur les positions ougandaises et libyennes. Des volontaires sont recrutés dans la 201e brigade pour infiltrer Lukaya à travers le marais et recueillir des renseignements. L'armée pro-Amin et la 201e brigade des TPDF sont toutes les deux désorganisées. Il n'y a pas de clair de lune et les unités marchent dans le noir le long de la route et dans la ville, incapables de différencier alliés et ennemis,. David Oyite-Ojok mène le Kikosi Maalum quand ils entendent d'autres personnes parler en swahili. Oyite-Ojok et son groupe supposent qu'ils sont des alliés ; alors, une personne leur dit en Luo, une langue non parlée en Tanzanie, « Attendez juste jusqu'au matin et nous écraserons ces stupides Acholi ». Oyite-Ojok ordonne à ses hommes d'ouvrir le feu, mais dans l'obscurité ils sont incapables de vérifier s'ils avaient frappé quelqu'un. Les patrouilles tanzaniennes n'ont en grande partie pas réussi à vérifier les positions ougandaises-libyennes, de sorte que le tir de leurs chars est inefficace. Au cours de la nuit, huit soldats tanzaniens et un combattant du KM sont tués.

### 11 mars
La 208e brigade atteint sa position sur le côté de la route de Kampala à l'aube du 11 mars et commence la contre-attaque. La 201e brigade regroupée attaque par l'avant et la 208e par derrière, exerçant ainsi une forte pression sur la force ougandaise et libyenne,. Les rebelles ougandais sous Oyite-Ojok soutiennent l'attaque. L'artillerie tanzanienne dévaste les rangs ennemis, en particulier grâce à ses roquettes Katioucha. Les Ougandais et les Libyens sont pris par surprise et ne peuvent pas opposer une résistance efficace. La plupart des Libyens battent en retraite. Les militants de l'OLP et leurs soldats ougandais associés tentent de rassembler une défense. Un groupe utilise un canon antichar de 7,5 cm pour repousser le char tanzanien de tête, l'endommageant légèrement et arrêtant son avance pendant un court instant. La majorité des commandants de l'OLP, dont le colonel Hamdan, le major Erekat, ainsi que le capitaine Ibrahim Awad, sont blessés au cours des combats. À son quartier général plus au nord, le lieutenant-colonel ougandais Abdu Kisuule, commandant du régiment d'artillerie et de transmissions, est réveillé par les Libyens qui battent en retraite. Il ordonne au major Aloysius Ndibowa de bloquer la route de Kampala pour interrompre la retraite. Il se dirige ensuite vers le front depuis Kayabwe, tandis que Sule prend le commandement de plusieurs chars et se dirige vers la bataille. Près du pont de Katonga, les forces tanzaniennes prennent position dans une forêt d'eucalyptus du côté ouest de la route. Ils tendent une embuscade aux Ougandais et aux Libyens, infligeant de lourdes pertes. Les combats sont acharnés et plusieurs chars et armes sont détruits dans les bosquets et les plantations de la région. Des dizaines de jeeps évacuent les blessés vers Kampala.
Pour tenter d'améliorer le moral des troupes, le général ougandais Isaac Maliyamungu (en) et le général de division Yusuf Gowon (en) se rendent sur la ligne de front. Les positions prises par les deux hommes sont fréquemment soumises à des tirs de roquettes soudains et intenses. Des officiers subalternes ougandais tentent de convaincre leurs hommes que les Tanzaniens sont probablement au courant de la présence des généraux à ces endroits précis, ce qui n'est pas le cas. Les troupes ougandaises tendent à estimer que la présence de Maliyamungu et Gowon est un mauvais présage. Le fils d'Idi Amin, Jaffar Rembo, émet l'hypothèse que les deux généraux auraient été corrompus par la Tanzanie pour leur donner des informations précises sur leur emplacement. Sule comprend rapidement que les généraux n'ont pas un effet positif sur les troupes, et leur demande de quitter le front. Il meurt peu après, accidentellement écrasé par l'un de ses chars qui fait marche arrière pour manœuvrer autour d'un cratère créé par un obus d'artillerie tanzanien. Immédiatement après la situation, la mort de Sule est très confuse. Bernard Rwehururu (en), commandant du bataillon Suicide, entend plusieurs rapports contradictoires mentionnant ce char ou un tir ennemi. Quand il demande des éclaircissements, on lui répond de s'occuper de ses affaires et la radio de Lusaka est coupée. Kisuule cherche Sule, puis demande à Amin de donner l'ordre de chercher son cadavre dans les corps évacués vers Kampala. Le lendemain, Amin lui dit que Sule y a été retrouvé, le visage écrasé. Jaffar Rembo affirme que Sule a été touché par un « soi-disant tir ami » ; d'autres sources corroborent l'hypothèse d'une mort suspecte,. Le lieutenant Muzamir Amule affirme que Sule a bien été écrasé par son propre char par accident, mais que la confusion du jour de la bataille nourrit les théories du complot.
La mort de Sule provoque l'effondrement du commandement ougandais, et les troupes survivantes prennent la fuite.

## Conséquences

### Victimes et pertes
Les Tanzaniens rapportent plus tard que 7 000 TPDF et soldats rebelles ougandais ont participé à la bataille. Après la bataille, les forces tanzaniennes comptent plus de 400 soldats morts dans la région, dont environ 200 Libyens. D'autres corps sont amenés à Kampala par les troupes battant en retraite. Les habitants de Kayabwe affirment avoir vu de nombreux corps libyens éparpillés sur la route de Kampala au nord de Lukaya et le long du pont de Katonga. Les soldats tanzaniens ne veulent pas prendre de prisonniers libyens, les tuant immédiatement car on leur a dit que les Arabes viennent en Afrique subsaharienne pour rétablir l'esclavage. Un seul caporal suppléant blessé est capturé. Selon des sources palestiniennes, un combattant de l'OLP est tué et huit sont blessés. Trois avions évacuent des Libyens blessés de Kampala vers Tripoli. Hamdan, Erekat et Awad sont évacués et soignés dans un hôpital d'Athènes. Les pertes tanzaniennes sont légères. Après la bataille de Lukaya, la radio ougandaise affirme que 500 Tanzaniens ont été tués et 500 blessés. Les exilés de l'opposition ougandaise affirment que 600 soldats du gouvernement ougandais et un nombre indéterminé de Libyens ont été tués. L'Africa Research Bulletin écrit qu'« aucun de ces chiffres n'est crédible ». La presse gouvernementale tanzanienne affirme que deux bataillons d'environ 2 000 soldats ougandais ont été « anéantis ». Trois tanks ougandais sont marqués détruits. Des sources diplomatiques indépendantes qualifient les pertes infligées revendiquées par les deux belligérants de très exagérées. Lors d'une réunion avec des diplomates étrangers le 15 mars, Amin déclare que ses forces avaient subi de lourdes pertes, notamment la mort d'un lieutenant-colonel et de cinq capitaines. La force ougando-libyenne laisse de nombreuses armes derrière elle, ainsi qu'une copie de son plan de bataille qui est saisie par les Tanzaniens. Le document révèle que les troupes d'Amin avaient prévu de chasser les Tanzaniens jusqu'à Kalisizo (en).

### Implications stratégiques
Kisuule déclare plus tard que Lukaya "était la dernière bataille sérieuse et c'est là que nous avons perdu la guerre". Le diplomate indien Madanjeet Singh (en) déclare que c'est essentiellement la bataille de Lukaya qui a brisé le moral de l'armée d'Amin. Le fils d'Idi Amin, Jaffar Remo Amin, estime lui aussi que la bataille de Lukaya est la défaite décisive qui marque la fin des chances ougandaises. Les historiens Tom Cooper et Adrien Fontanellaz concluent qu'après la bataille de Lukaya, l'armée ougandaise s'est de facto effondrée et a pris la fuite. Sule est l'un des commandants les plus compétents de l'armée ougandaise et sa mort a un impact énorme sur l'armée ougandaise. Après l'engagement, de nombreux commandants ougandais se retirent des lignes de front. La situation d'Amin devient plus désespérée et fait appel en vain aux Nations unies, à la Ligue arabe et à l'Organisation de l'unité africaine ; en désespoir de cause, il demande au pape Jean-Paul II d'intervenir pour appeler à la fin de la guerre. Le Pape aurait répondu par une lettre conseillant à Amin de lire des passages du Livre d'Ezéchiel. Charles Njonjo (en), le procureur général du Kenya, dit aux journalistes que les forces de défense du peuple tanzanien ont connu des difficultés à Lukaya et feront face à des problèmes continus dus face à l'intervention libyenne.
Les Tanzaniens annoncent avoir le contrôle total de Lukaya. Après cette victoire et celle de la bataille de Sembabule (en), les TPDF gardent l'initiative stratégique pour le reste de la guerre. Malgré la victoire, les commandants tanzaniens estiment que la bataille de Lukaya a été menée de manière désastreuse ; si les Ougandais et les Libyens avaient poussé après avoir pris la ville, ils auraient pu reprendre Masaka et chasser les Tanzaniens d'Ouganda. Le 13 mars, le sous-ministre tanzanien de la Défense, Moses Nnauye, et Musuguri rencontrent des soldats présents à la bataille pour en savoir plus sur ce qui s'est passé. Ceux qui ont fui les Libyens expriment leur anxiété et demandent un mois loin du front. Nnauye leur répond que cela serait trop dangereux pour l'armée tanzanienne. La 201e brigade est réorganisée pour ne plus avoir une majorité de miliciens.

### Suite de la guerre
Peu de temps après avoir occupé Lukaya, la TPDF lance l'opération Dada Idi (en). Dans les jours suivants, les 207e et 208e brigades dégagent la route de Kampala et capturent Mpigi le 28 mars. Les troupes ougandaises et libyennes reculent vers la capitale. L'opposition ougandaise se réunit à Moshi fin mars. Elle élit Yusufu Lule à la tête du Front de libération nationale de l'Ouganda et monte un gouvernement.La création réussie du gouvernement temporaire du Front de libération nationale de l'Ouganda rassure les Tanzaniens quant aux conséquences d'une prise de la capitale. Malgré l'échec de ses troupes à Lukaya, Kadhafi envoie encore de grandes quantités d'équipement et 2 000 membres de la milice populaire libyenne. Le personnel et le matériel sont amenés à l'aéroport international d'Entebbe par avion. L'OLP envoie aussi une dernière équipe de renforts, soit 75 guérilleros sous le commandement de Mahmoud Da'as. Da'as divise les combattants palestiniens en deux groupes. L'un participe à la défense de Kampala, tandis que l'autre prépare des voies d'évacuation à travers le nord de l'Ouganda vers le Soudan.
Les commandants tanzaniens supposent qu'Idi Amin Dada gardera l'essentiel de l'armée à la capitale, et leurs premiers plans appellent à une attaque directe de la ville. Or, depuis Mpigi, qui est située en altitude, ils voient la péninsule d'Entebbe et y découvrent un trafic aérien libyen important et un gros contingent de soldats ougandais et libyens. L'armée comprend alors que si elle prend Kampala sans d'abord prendre le contrôle d'Entebbe, elle pourrait être attaquée par le flanc. La chute d'Entebbe couperait l'approvisionnement libyen et permettrait de prendre la capitale par le Sud. Msuguri décide donc d'attaquer la péninsule en premier, et ordonne à la 208e brigade de s'en occuper. Un premier bombardement pousse Amin à se réfugier dans sa résidence officielle d'Entebbe puis à prendre un hélicoptère vers Kampala. Le 7 avril, l'armée prend Entebbe. Plusieurs soldats libyens essaient de fuir à Kampala, mais sont interceptés et tués. Après la prise d'Entebbe, des centaines de soldats ougandais fuient les garnisons de Kampala, le plus souvent en repartant avec quelques affaires vers le Nord du pays. Une unité se rend de Bombo, dans le district de Luweero, à Kampala pour défendre le gouvernement d'Amin. Il est majoritairement composé de membres de tribus de l'Ouest du Nil, fidèles au président en raison de son soutien financier à leur peuple. Les restes des forces libyennes intègrent les troupes ougandaises et prennent leur poste dans la capitale. Le moral des Libyens et de l'armée ougandaise (en) est très bas, mais Amin affirme le contraire. La guerre continue avec la bataille de Kampala. Après la chute de Kampala, les combats ne provoquent plus de dommages importants en Ouganda. Les combats continuent jusqu'au 3 juin, date à laquelle les Tanzaniens arrivent à la frontière soudanaise et éliminent ce qui reste de la résistance.

### Postérité
La bataille de Lukaya est la plus grosse bataille de la guerre ougando-tanzanienne,. Malgré l'implication de l'OLP dans l'effort de guerre ougandais, Nyerere n'a aucune mauvaise volonté envers l'organisation, citant plutôt son isolement sur la scène internationale comme la raison de sa proximité avec Amin. L'OLP décrit la bataille de Lukaya comme une victoire de facto, affirmant qu'elle a infligé de terribles pertes à la TPDF et que l'éventuelle défaite ougandaise ne découle que des incapacités de l'armée ougandaise.
Le 7 février 1981, Obote donne à Musuguri deux lances en l'honneur de "son action vaillante dans la bataille de Lukaya". Plusieurs années après la bataille, une grande plaque est placée à Lukaya pour commémorer les soldats libyens qui y ont été tués. Dans les années 2000, le gouvernement ougandais crée l'Ordre de Lukaya, décerné aux rebelles ougandais anti-Amin et aux étrangers alliés qui ont participé à la bataille.